# Héctor Abdelnour
Héctor Antonio Abdelnour Mussa (El Pilar, Estado Sucre, Venezuela, 15 de diciembre de 1921-Puerto Cabello, Estado Carabobo, Venezuela, 1 de agosto de 2002) fue un militar venezolano, oficial de la Marina de Guerra, que participó en el derrocamiento del Presidente Marcos Pérez Jiménez y del envío de ayuda y armamento a la revolución cubana en 1958.

## Carrera
Hijo de inmigrantes libaneses, Abdelnour nació en El Pilar, estado Sucre, e inició su carrera militar en 1939 en la Escuela Naval de Venezuela, egresando en 1943 como Oficial de la Marina de Guerra. Durante su carrera fue designado en diferentes destinos y en 1956 ascendió a Capitán de Corbeta.
A principios de 1958 participó de las acciones llevadas a cabo por las Fuerzas Armadas que culminaron en el derrocamiento de Marcos Pérez Jiménez. Fue nombrado Ayudante de la Casa Militar por el gobierno provisional, que ese mismo año realizó una colecta entre el pueblo venezolano, conocida como Un Bolívar para la Sierra, destinada a enviar ayuda y armas a los revolucionarios cubanos liderados por Fidel Castro para derrocar la dictadura de Fulgencio Batista. Abdelnour fue encargado de la compra del avión para el envío de la ayuda y participó de ese traslado, que tuvo lugar el 6 de diciembre, con destino a Sierra Maestra. En 1959 Abdelnour fue ascendido a Capitán de fragata y continuó su carrera militar hasta 1970.

## Condecoraciones y reconocimientos
- 1958 - Orden Francisco de Miranda[10]
- 1959 - Croce Eracliana di Seconda Classe[11]
- 1959 - Medalla de la Fundación Eloy Alfaro, Panamá[11]